# Copecion
Copecion és un gènere extint de mamífers condilartres de la família dels fenacodòntids que visqueren a Nord-amèrica des del Paleocè inferior fins a l'Eocè inferior, fa entre 50,3 i 61,7 milions d'anys. Se n'han trobat restes fòssils a Colorado, Nou Mèxic i Wyoming (Estats Units). Era força semblant a Ectocion i Phenacodus. Les dents molars superiors eren quadrades i mancaven de cíngols linguals. El nom genèric Copecion significa ‘pilar de Cope’.